# HD 117440
d Centauri
Ne doit pas être confondu avec D Centauri (HD 106321).
Désignations
d Centauri (d Cen), également connue par ses désignations de HD 117440 ou de HR 5089, est une étoile binaire de la constellation du Centaure. Sa magnitude apparente combinée est de 3,88. D'après la mesure de sa parallaxe annuelle par le satellite Hipparcos, le système est situé à environ ∼ 900 a.l. (∼ 276 pc) de la Terre.
Les deux composantes sont des géantes jaunes de types spectraux G7III et G9III. La primaire, d Centauri A, a une magnitude apparente de +4,64, tandis que la secondaire, d Centauri B, a une magnitude apparente de +5,03. Les deux étoiles orbitent autour de leur centre de masse commun en 83 ans environ, selon une excentricité de 0,52 et un demi-grand axe de 0,161 seconde d'arc.